# Der Mann, der nicht schweigen wollte
Der Mann, der nicht schweigen wollte (Original: Čovjek koji nije mogao šutjeti; internationaler englischsprachiger Titel The Man Who Could Not Remain Silent) ist ein Kurzfilm von Nebojša Slijepčević. Der Film mit Dragan Mićanović, Goran Bogdan und Alexis Manenti in den Hauptrollen ist eine Koproduktion von Kroatien, Frankreich, Bulgarien und Slowenien und feierte im Mai 2024 bei den Internationalen Filmfestspielen in Cannes seine Premiere, wo Slijepčević mit der Goldenen Palme für den besten Kurzfilm ausgezeichnet wurde. Im Rahmen des Europäischen Filmpreises 2024 wurde der Film als bester Kurzfilm ausgezeichnet.

## Handlung
Während des Bosnienkrieges wird im Ort Štrpci ein Personenzug auf dem Weg von Belgrad nach Bar von paramilitärischen Truppen im Rahmen einer ethnischen Säuberungsaktion angehalten. Scheinbar wahllos ziehen sie unschuldige Menschen aus dem Zug und führen sie ab. Der Film erzählt aus der Perspektive eines äußerlich unbeteiligt wirkenden Mannes, der das ganze Geschehen aufmerksam und besorgt verfolgt. In seinem Zugabteil sitzt ein Mann ohne Papiere, der extreme Angst hat, abgeführt zu werden. Als das Abteil kontrolliert wird, ergeht an ihn die Aufforderung, mitzukommen. Ein weiterer Passagier erhebt die Stimme dagegen. Er spricht den Kontrollierenden die Berechtigung dazu ab – sie seien keine wirklichen Soldaten, er dagegen ehemaliger Offizier – und verwehrt sich gegen ihr Vorgehen. Nun wird dieser Mann aus dem Zug geführt. Über sein weiteres Schicksahl erfährt man im Film nichts mehr. Im Abteil zurück bleiben der beobachtende Mann, der ursprünglich aufgeforderte Mann und zwei weitere Passagiere.

## Produktion

### Filmstab

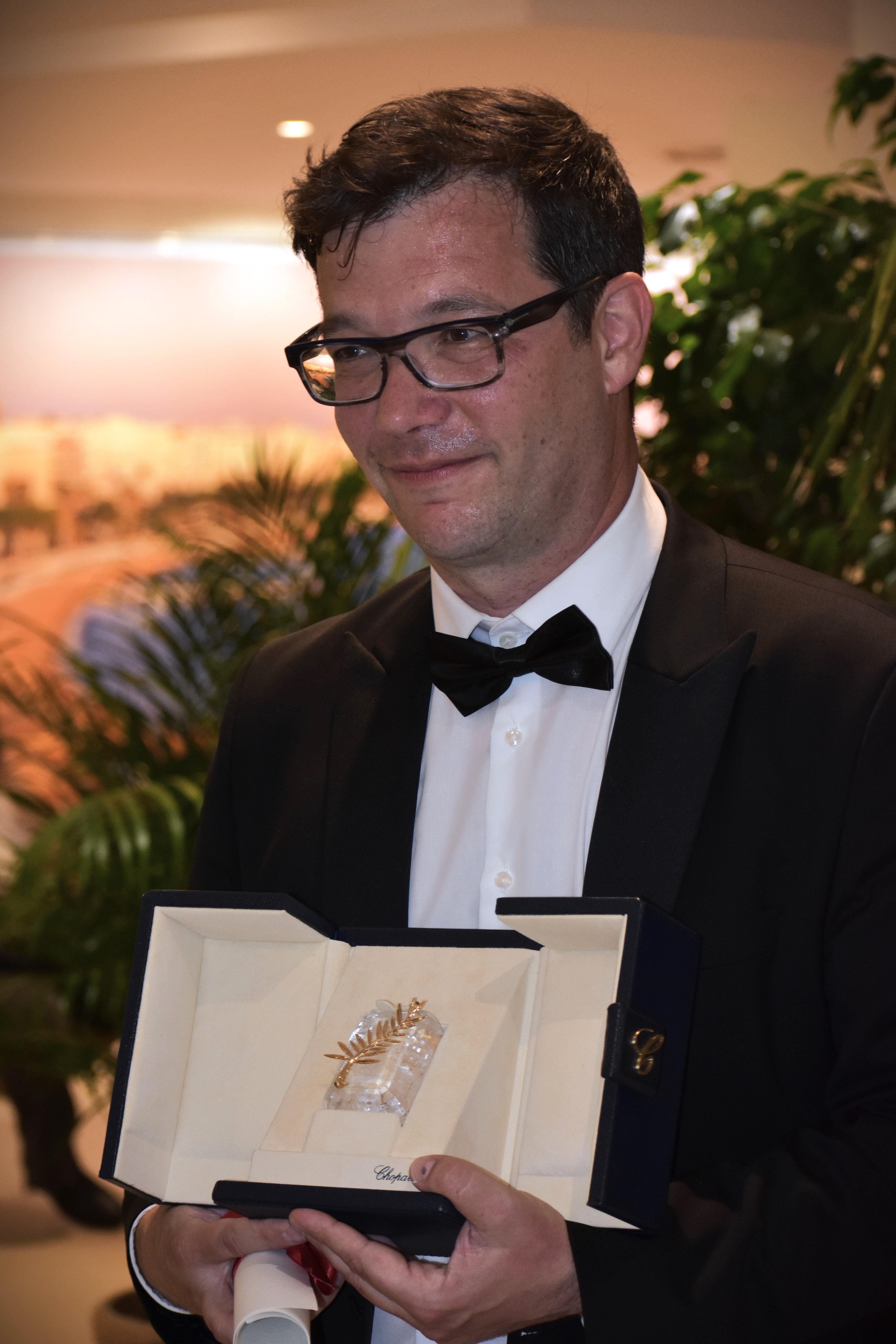
Regisseur Nebojša Slijepčević

Regie führte Nebojša Slijepčević, der auch das Drehbuch schrieb. Sein Kurzfilm Gangster of Love wurde bei einer Reihe von Filmfestivals gezeigt und sein dokumentarischer Kurzfilm Srbenka wurde vielfach ausgezeichnet.

### Besetzung
Goran Bogdan, einer der meistbeschäftigten kroatischen Schauspieler und bekannt aus Filmen wie Faraway und Vater – Otac, spielt Dragan. Der Serbe Dragan Mićanović ist in der Rolle von Tomo Buzov zu sehen. Der Franzose Alexis Manenti, zuletzt zu sehen in Athena, Les Indésirables, Le ravissement und Wilder Diamant, spielt den blonden Soldaten.

### Veröffentlichung
Die Premiere des Films erfolgte am 24. Mai 2024 bei den Internationalen Filmfestspielen in Cannes, wo er mit der Goldenen Palme für den besten Kurzfilm ausgezeichnet wurde. Im August 2024 wurde er beim Sarajevo Film Festival und beim Melbourne International Film Festival gezeigt.

## Auszeichnungen
CinÉast – The Central and Eastern European Film Festival 2024
- Auszeichnung als Bester Kurzfilm mit dem Publikumspreis (Nebojša Slijepčević)[5]

Internationale Filmfestspiele von Cannes 2024
- Auszeichnung mit der Goldenen Palme für den Besten Kurzfilm (Nebojša Slijepčević)

Europäischer Filmpreis 2024
- Auszeichnung als Bester Kurzfilm

Melbourne International Film Festival 2024
- Auszeichnung als Bester Kurzfilm mit dem City of Melbourne Award (Nebojša Slijepčević)[6]

Oscarverleihung 2025
- Nominierung als Bester Kurzfilm